# Bukovics Gyula
Kis-alacskai Bukovics Gyula (Bécs, 1841. december 4. – Bécs, 1914.) építész, műszaki hadmérnök. 1867-ben a Magyar Mérnök- és Építész-Egylet, 1887-ben a Magyar Iparművészeti Társulat alapító tagja.

## Családja
Kis-alacskai Bukovics Gyula köznemesi családból származott. Apja, Bukovics Károly Sáros megyeiként a királyi testőrség tagja volt, századosként szolgált a szabadságharc idején a 10. huszárezredben. Testvérei közül bátyja, Karl Bukovics(de) bécsi operaénekes, míg öccse, Emmerich Bukovics a bécsi Deutsches Volkstheater igazgatója volt. Fia, Miklós Bukovics (Budapest 1871 - Waidhofen an der Ybbs,1957) Ausztriában volt építész, lánya Antonia Bukovics(de) (1882-1970) pedig színésznő volt.

## Életpályája
Műszaki érdeklődését a hadseregben katonatisztként szolgáló édesapjától örökölte, akinek pályáját ő is követte, miután elvégezte a Kloster Bruck-i hadmérnöki akadémiát. Az építészet iránt érdeklődése azonban olyan erős volt, hogy végül 1866-ban nyugdíjaztatta magát, hogy építészként dolgozhasson. Ahhoz azonban, hogy ezt megtehesse céhes építőmester-jogot kellett szereznie, melyet először 1867-ben Prágában, majd 1871-ben Pesten szerzett meg. Eleinte csupán útépítési munkákkal foglalatoskodott, majd Ybl Miklós a kor nagy építésze mellett kezdett el dolgozni és az ő irodavezetője lett, az 1870-es évek első felében pedig a  Pesti Építő-Társaságban is dolgozott. 1876. augusztus 1-jén pedig saját irodát nyitott a fővárosban. Ybl Miklós munkatársaként építészeti munkáira nagymértékben hatott a híres építész stílusa. Nevéhez fűződik több híres budapesti épület tervezése, így az Andrássy út kialakításában is nagy szerepet játszott, az utat szegélyező tekintélyes villák tervezésével.  Az épületek közötti különbséget díszítettségben és anyaghasználatban az adta, hogy a beruházók különböző nagyságú anyagi eszközökkel bírtak, vagyis a tervező korlátozva volt abban, hogy a rendelkezésre álló pénzből milyen épületet tervezhet. Fő művének a Földművelésügyi Minisztérium olasz reneszánsz formanyelvű épületét tartják, mely 1885-86-ban épült. 1897-től haláláig Bécsben élt.

## Építészeti munkái
- 1873 Pesti Építő Társaság bérháza, Budapest, V. Bécsi utca 2 – Kristóf tér 5.[7]
- 1876-77 Szelényi Károly villája, Szentlőrinc[8]
- 1877-78 Blaskovich Ernő palotája, Budapest V. Reáltanoda utca 12.[9]
- 1878-79 Karpeles Albert bérháza, Budapest VI. Andrássy út 45.
- 1880 Hellsinger Gedeon villája, Budapest VI. Andrássy út 113.
- 1880-81 Loisch Ede bérháza, Budapest VI. Andrássy út 16.
- 1880 Stern Miksa palotája, Budapest VI. Eötvös utca 13.
- 1880-81 Rieger György villája, Budapest VI. Andrássy út 118,
- 1881 Szvetenay Miklós villája, Budapest VI. Benczúr utca 42. (lebontották)
- 1882-83 Dezsényi József és Kemény Dávid bérháza, Budapest VI. Andrássy út 95.
- 1882-83 Szathmári Soma villája, Budapest VI. Délibáb utca 17.[10]
- 1882-83 Fischer és Sonnenberg cég bérháza, Budapest VI. Andrássy út 27.
- 1883-84 Hübner Nándor bérháza, Hübner udvar, Budapest VI. Kodály körönd 4. - Andrássy út 92-94.[11]
- 1883-85 Hübner Nándor bérháza, Andrássy-udvar, Budapest VI. Andrássy út 87–89, Kodály Zoltán egykori lakásában működik a Kodály Zoltán Emlékmúzeum és Archívum. Itt lakott a 2. emeleten az 1950-es évek közepétől Barcsay Jenő festőművész.[12]
- 1883-84 Steiner Béla villája, Budapest VI. Andrássy út 119.
- 1883-84 Schossberger-kastély, Tura[13]
- 1884-85 Az 1885. évi Budapesti Országos Általános Kiállítás keleti pavilonja és erdészeti pavilonja a Városligetben,[14]
- 1885 Beniczky Ferenc palotája, Budapest VI. Eötvös utca 21.
- 1885-87 Földművelésügyi Minisztérium épülete, Budapest V. Kossuth Lajos tér 11.[15]
- 1888 Rosenberg Sámuel bérháza, Budapest VII. Király utca 53.
- 1889-90 Cservenka Károlyné ikerbérháza, Budapest VII. Nyár utca 6-8.
- 1892 Medve Kálmánné bérháza, Budapest V. Hercegprímás utca 19.

|  |  |  |  |  |

## Díjai
- Ferenc József-rend lovagkeresztje, 1885.